# Gladiolus crassifolius
Gladiolus crassifolius es una especie de Gladiolus originaria de África. 

## Descripción
Es una especie perenne con flores de colores brillantes. Se encuentra en la zona afro-alpina de Monte Kenia, a una altitud de hasta 3300 metros. Cuenta con pétalos de color escarlata con los centros amarillos y un tallo fuerte, y se ha visto en más de una variedad de hábitats, tales como bordes de los bosques y pastizales abiertos.

## Taxonomía
Gladiolus crassifolius fue descrita por John Gilbert Baker y publicado en Journal of Botany, British and Foreign 14: 334. 1876.
Etimología
Gladiolus: nombre genérico que se atribuye a Plinio y hace referencia, por un lado, a la forma de las hojas de estas plantas, similares a la espada romana denominada "gladius". Por otro lado, también se refiere al hecho de que en la época de los romanos la flor del gladiolo se entregaba a los gladiadores que triunfaban en la batalla; por eso, la flor es el símbolo de la victoria.
crassifolius: epíteto latíno que significa "con hojas gruesas".
Sinonimia
- Gladiolus conrathii Baker
- Gladiolus dieterlenii E.Phillips
- Gladiolus junodii Baker
- Gladiolus masukuensis Baker
- Gladiolus paludosus Baker
- Gladiolus rachidiflorus Klatt
- Gladiolus thomsonii Baker
- Gladiolus tritoniiformis Kuntze	[6][7]